# Hapaloptila castanea
El buco cariblanco, monjita cariblanca o chacurú grande (Hapaloptila castanea) es una especie de ave de la familia Bucconidae, monotípica del género Hapaloptila, que se encuentra en Colombia, Ecuador y el Perú.

## Hábitat
Vive en el bosque húmedo montano y en sus bordes y áreas adyacentes, entre los 700 y 2.400 m de altitud. Está amenazado por pérdida de hábitat.

## Descripción
Mide 9 cm de longitud. La corona y los lados de la cara son grises; el iris es rojo el plumaje de las partes superiores es marrón oliváceo y el de las partes inferiores  anaranjado ferruginoso a castaño rufo; la frente y la garganta son blancas.

## Alimentación
Se alimenta de insectos y frutas.